# Ryptsjerk

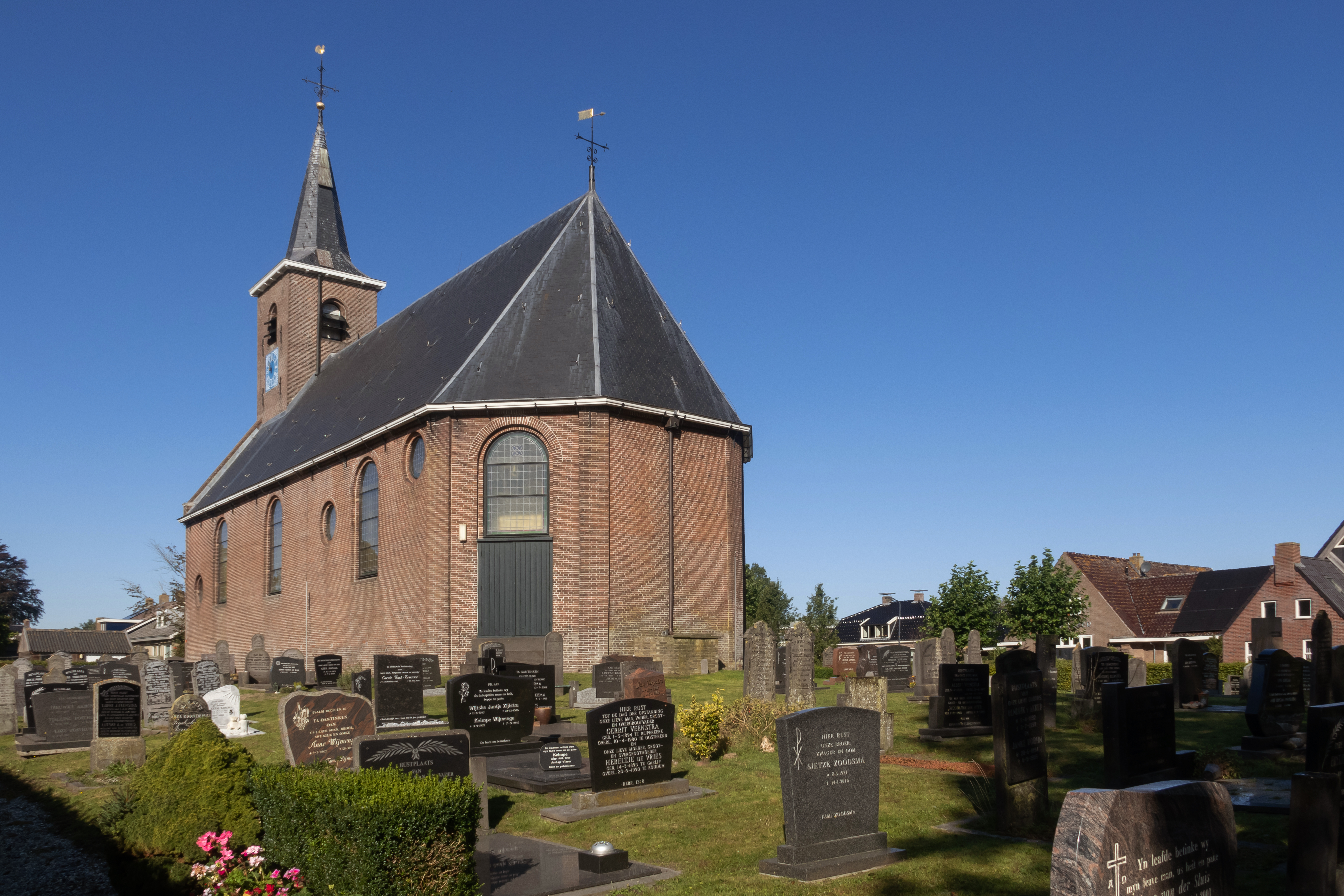
L'églis de Rijperkerk

Ryptsjerk est un village situé dans la commune néerlandaise de Tytsjerksteradiel, dans la province de la Frise. Son nom en néerlandais est Rijperkerk. Le 1er janvier 2009, le village comptait 818 habitants.